# Pelastoneurus nigriventris
Pelastoneurus nigriventris är en tvåvingeart som beskrevs av Meijere 1916. Pelastoneurus nigriventris ingår i släktet Pelastoneurus och familjen styltflugor. Inga underarter finns listade i Catalogue of Life.